# 공부와 놀부
《공부와 놀부》는 2025년 3월 31일부터 6월 2일까지 방영된 KBS 2TV 예능 프로그램이다.

## 기획의도
초등학생 자녀를 둔 스타들이 초등 문제를 직접 풀어보며, 내 자녀의 일상을 알고 이해하며 지식도 쌓는 ‘역지사지 초등부모 퀴즈 토크쇼’

## 방송 시간
| 방송 시간 | 방송 기간                 | 방송 시간                   |
| --------- | ------------------------- | --------------------------- |
| KBS 2TV   | 2025년 3월 31일 ~ 6월 2일 | 매주 월요일 밤 9:50 ~ 11:10 |

## 진행자
| 대수 | 진행자 | 진행자 | 진행자 | 진행 기간                        | 비고 |
| 대수 | 남성   | 여성   | 남성   | 진행 기간                        | 비고 |
| ---- | ------ | ------ | ------ | -------------------------------- | ---- |
| 1대  | 김호영 | 이수연 | 강호동 | 2025년 3월 31일 ~ 2025년 6월 2일 |      |

- 해설 선생님

| 대수 | 해설 선생님   | 진행 기간                        | 비고 |
| ---- | ------------- | -------------------------------- | ---- |
| 1대  | 임정연 선생님 | 2025년 3월 31일 ~ 2025년 6월 2일 |      |

## 출연
- 1회 : 김병현, 이대훈, 김영광, 박광현, 양은지, 한그루
- 2회 : 김병현, 이대훈, 양은지, 윤희석, 김정태
- 3회 : 김병현, 이대훈, 양은지, 김미려, 이낙준, 현영
- 4회 : 김병현, 이대훈, 양은지, 신현준, 김정태, 현영
- 5회 : 김병현, 이대훈, 양은지, 신현준, 김정태, 가희, 이지훈
- 6회 : 김병현, 이대훈, 양은지, 신현준, 김정태, 가희, 조원희, 박현빈
- 7회 : 김병현, 양은지, 신현준, 김정태, 샘해밍턴, 이지애, 이하정
- 8회 : 김병현, 신현준, 김정태, 이하정, 신성우, 문희준, 김가연
- 9회 : 김병현, 양은지, 신현준, 김정태, 문희준, 이세은, 황영진
- 10회 : 김병현, 신현준, 김정태, 문희준, 김미려, 김경아, 이승윤

## 시청률
| 1  | 3월 31일 | 1.7% |
| 2  | 4월 7일  | 1.7% |
| 3  | 4월 14일 | 1.1% |
| 4  | 4월 21일 | 1.2% |
| 5  | 4월 28일 | 1.1% |
| 6  | 5월 5일  | 1.0% |
| 7  | 5월 12일 | 1.4% |
| 8  | 5월 19일 | 1.8% |
| 9  | 5월 26일 | 1.1% |
| 10 | 6월 2일  | 1.1% |